# Leptodactylus laticeps
Leptodactylus laticeps är en groddjursart som beskrevs av George Albert Boulenger 1918. Leptodactylus laticeps ingår i släktet Leptodactylus och familjen tandpaddor. IUCN kategoriserar arten globalt som nära hotad. Inga underarter finns listade i Catalogue of Life.